# Jixi
Jixi (chiń. 鸡西; pinyin Jīxī) – miasto o statusie prefektury miejskiej w północno-wschodnich Chinach, w prowincji Heilongjiang, w pobliżu granicy z Rosją. W 2010 roku liczba mieszkańców miasta wynosiła 484 961. Prefektura miejska w 1999 roku liczyła 1 948 834 mieszkańców. Ośrodek przemysłu wydobywczego (węgiel kamienny), energetycznego, drzewnego, spożywczego, mineralnego i maszynowego; ważny węzeł kolejowy.

## Historia
W 1909 roku odkryto w rejonie Jixi złoża węgla kamiennego, co spowodowało szybki rozwój i wzrost liczby ludności. W 1941 roku utworzono powiat Jining, którego nazwę zmieniono w 1949 roku na Jixi. W 1956 roku Jixi otrzymało prawa miejskie.

## Podział administracyjny
Prefektura miejska Jixi podzielona jest na:
- 6 dzielnic: Jiguan, Hengshan, Didao, Lishu, Chengzihe, Mashan,
- 2 miasta: Hulin, Mishan,
- powiat: Jidong.